# Reserva Comunal Huimeki
Die Reserva Comunal Huimeki ist ein peruanisches Schutzgebiet von kommunalem Rang im äußersten Norden von Peru in der Region Loreto. Das Schutzgebiet wurde am 25. Oktober 2012 eingerichtet. Verwaltet wird es von der staatlichen Naturschutz-Agentur Servicio Nacional de Areas Naturales Protegidas por el Estado (SERNANP). Das Areal hat eine Längsausdehnung in Nordwest-Richtung von 100 km und bedeckt eine Fläche von 1412,34 km². Es dient der Erhaltung des tropischen Regenwaldes und damit einem Ökosystem bedrohter Pflanzen- und Tierarten. Es wird in der IUCN-Kategorie VI als ein Schutzgebiet geführt, dessen Management der nachhaltigen Nutzung natürlicher Ökosysteme und Lebensräume dient. In dem Gebiet leben Huitoto, Mestizos und Kichwa del Putumayo.

## Lage
Das Schutzgebiet erstreckt sich entlang dem Nordostrand des Distrikts Teniente Manuel Clavero in der Provinz Putumayo. Der Río Putumayo, der die Grenze zu Kolumbien bildet, fließt wenige Kilometer weiter nordöstlich. Dessen Nebenflüsse
Río Peneya, Río Curuya und Río Angusilla entwässern das Areal in südöstlicher Richtung. Das Schutzgebiet grenzt im Westen an den Nationalpark Güeppí Sekime sowie im Süden an die Reserva Comunal Airo Pai. Im Norden, jenseits des Río Putumayo, befindet sich der kolumbianische Parque Nacional Natural La Paya.

## Ökosystem
Das Gebiet dient Zugvögeln auf ihrem Weg vom Süden des Kontinents nach Norden als Rastplatz.